# Kim Un-ju
Kim Un-ju (ur. 11 listopada 1989) – północnokoreańska sztangistka, medalistka mistrzostw świata.
Brązowa medalistka mistrzostw świata w Paryżu w 2011 roku w kategorii do 75 kilogramów.  

## Osiągnięcia
| Rok  | Zawody             | Miasto | Miejsce | Kategoria | Wynik  |
| ---- | ------------------ | ------ | ------- | --------- | ------ |
| 2011 | Mistrzostwa świata | Paryż  | 3       | do 75 kg  | 265 kg |